# Nicholas Ware
Nicholas Ware (Caroline megye, 1776. február 16. – New York, 1824. szeptember 7.) az Amerikai Egyesült Államok szenátora (Georgia, 1821–1824).